# Eliminatoria al Campeonato Juvenil de la AFC 2008
La Eliminatoria al Campeonato Juvenil de la AFC de 2008 fue la fase de clasificación que tuvieron que disputar las selecciones juveniles de Asia para acceder a la fase final del torneo a disputarse en Arabia Saudita, la cual otorgaba 4 plazas para la Copa Mundial de Fútbol Sub-20 de 2009 a celebrarse en Egipto.
La eliminatoria se jugó con 7 grupos de eliminación todos contra todos a visita recíproca, donde los dos primeros lugares de cada grupo más el mejor tercer lugar clasificaban a la fase final del torneo junto al anfitrión Arabia Saudita.

## Grupo A
| País      | Pts                | J                  | G                  | E                  | P                  | GF                 | GC                 | GD                 |
| --------- | ------------------ | ------------------ | ------------------ | ------------------ | ------------------ | ------------------ | ------------------ | ------------------ |
| UAE       | 9                  | 4                  | 3                  | 0                  | 1                  | 9                  | 3                  | +6                 |
| Irak      | 6                  | 4                  | 2                  | 0                  | 2                  | 3                  | 4                  | -1                 |
| Kuwait    | 3                  | 4                  | 1                  | 0                  | 3                  | 3                  | 8                  | -5                 |
| Sri Lanka | Abandonó el torneo | Abandonó el torneo | Abandonó el torneo | Abandonó el torneo | Abandonó el torneo | Abandonó el torneo | Abandonó el torneo | Abandonó el torneo |
| Bangladés | Abandonó el torneo | Abandonó el torneo | Abandonó el torneo | Abandonó el torneo | Abandonó el torneo | Abandonó el torneo | Abandonó el torneo | Abandonó el torneo |
| Mongolia  | Abandonó el torneo | Abandonó el torneo | Abandonó el torneo | Abandonó el torneo | Abandonó el torneo | Abandonó el torneo | Abandonó el torneo | Abandonó el torneo |

| 17 de octubre de 2007 | Irak            | 1 - 0 | Kuwait | Al-Faiha Stadium, Damasco, Siria                      |                                                       |
|                       | Mohammed M. 19' | [http://www.the-afc.com/uploads/Documents/competitions/fixtures/2442.pdf (enlace roto disponible en Internet Archive; véase el historial, la primera versión y la última). Reporte] |        | Asistencia: 1000 espectadores Árbitro(s): Jasim Karim | Asistencia: 1000 espectadores Árbitro(s): Jasim Karim |

| 24 de octubre de 2007 | Kuwait            | 1 - 5 | UAE                                                            | Thamir Stadium, Al-Salmiya, Kuwait                                     |                                                                        |
|                       | M. Al-Shammari 2' | [http://www.the-afc.com/uploads/Documents/competitions/fixtures/2443.pdf (enlace roto disponible en Internet Archive; véase el historial, la primera versión y la última). Reporte] | A. Khalil 10' 51' 90+2' · T. Awana 22' · H. Ismaeel 66' (pen.) | Asistencia: 300 espectadores Árbitro(s): Mahmood Mohd Juma al-Ghatrifi | Asistencia: 300 espectadores Árbitro(s): Mahmood Mohd Juma al-Ghatrifi |

| 31 de octubre de 2007 | UAE                         | 2 - 1 | Irak     | Al−Shabab Stadium, Dubái, UAE                               |                                                             |
|                       | H. Ismaeel 75' · A. Ali 86' | [http://www.the-afc.com/uploads/Documents/competitions/fixtures/2444.pdf (enlace roto disponible en Internet Archive; véase el historial, la primera versión y la última). Reporte] | Qais 85' | Asistencia: 1000 espectadores Árbitro(s): Mukhtar Al Yarimi | Asistencia: 1000 espectadores Árbitro(s): Mukhtar Al Yarimi |

| 14 de noviembre de 2007 | Kuwait               | 2 - 0 | Irak | Thamir Stadium, Al-Salmiya, Kuwait                    |                                                       |
|                         | M. Al-Shammari 2' 9' | [http://www.the-afc.com/uploads/Documents/competitions/fixtures/2445.pdf (enlace roto disponible en Internet Archive; véase el historial, la primera versión y la última). Reporte] |      | Asistencia: 400 espectadores Árbitro(s): Muhsen Basma | Asistencia: 400 espectadores Árbitro(s): Muhsen Basma |

| 21 de noviembre de 2007 | UAE          | 2 - 0 | Kuwait | Al-Ahli Stadium, Dubái, UAE                            |                                                        |
|                         | S. Saleh 24' | [http://www.the-afc.com/uploads/Documents/competitions/fixtures/2446.pdf (enlace roto disponible en Internet Archive; véase el historial, la primera versión y la última). Reporte] |        | Asistencia: 300 espectadores Árbitro(s): Salem Mujghef | Asistencia: 300 espectadores Árbitro(s): Salem Mujghef |

| 28 de noviembre de 2007 | Irak       | 1 - 0 | UAE | Al−Abbasiyyin Stadium, Damasco, Siria                   |                                                         |
|                         | Nadeem 18' | [http://www.the-afc.com/uploads/Documents/competitions/fixtures/2447.pdf (enlace roto disponible en Internet Archive; véase el historial, la primera versión y la última). Reporte] |     | Asistencia: 3500 espectadores Árbitro(s): Masoud Moradi | Asistencia: 3500 espectadores Árbitro(s): Masoud Moradi |

## Grupo B
| País     | Pts | J | G | E | P | GF | GC | GD  |
| -------- | --- | - | - | - | - | -- | -- | --- |
| Irán     | 13  | 5 | 4 | 1 | 0 | 20 | 0  | +20 |
| Líbano   | 12  | 5 | 4 | 0 | 1 | 10 | 4  | +6  |
| Omán     | 8   | 5 | 2 | 2 | 1 | 5  | 4  | +1  |
| India    | 4   | 5 | 1 | 1 | 3 | 8  | 6  | +2  |
| Baréin   | 4   | 5 | 1 | 1 | 3 | 2  | 8  | -6  |
| Pakistán | 1   | 5 | 0 | 1 | 4 | 0  | 23 | -23 |

| 6 de noviembre de 2007 | India                       | 2 - 3 | Líbano                                    | Paas Stadium, Terán, Irán                                         |                                                                   |
|                        | Thoi 4' · Subodh 29' (pen.) | [http://www.the-afc.com/uploads/Documents/competitions/fixtures/2529.pdf (enlace roto disponible en Internet Archive; véase el historial, la primera versión y la última). Reporte] | A. Bazzi 35' (pen.), 71' · M. Chahine 86' | Asistencia: 100 espectadores Árbitro(s): Khalaf Mohammad Allabany | Asistencia: 100 espectadores Árbitro(s): Khalaf Mohammad Allabany |

| 6 de noviembre de 2007 | Baréin      | 1 - 2 | Omán            | Rah Ahan Stadium, Terán, Irán                        |                                                      |
|                        | Mohamed 29' | [http://www.the-afc.com/uploads/Documents/competitions/fixtures/2530.pdf (enlace roto disponible en Internet Archive; véase el historial, la primera versión y la última). Reporte] | Hussain 64' 90' | Asistencia: 150 espectadores Árbitro(s): Vo Minh Tri | Asistencia: 150 espectadores Árbitro(s): Vo Minh Tri |

| 6 de noviembre de 2007 | Irán | 14 - 0 | Pakistán | Paas Stadium, Terán, Irán                                  |                                                            |
|                        | B. Rahmani 3' 45' 89' · J. Alimohammadi 5' 20' 36' (pen.) · K. Ansarifard 6' 9' 45+1' 62' 73' · Sh. Shirvand 38' · R. Kar 51' (pen.) · A. Derakhshan 90+3' | [http://www.the-afc.com/uploads/Documents/competitions/fixtures/2528.pdf (enlace roto disponible en Internet Archive; véase el historial, la primera versión y la última). Reporte] |          | Asistencia: 200 espectadores Árbitro(s): Mukhtar Al Yarimi | Asistencia: 200 espectadores Árbitro(s): Mukhtar Al Yarimi |

| 9 de noviembre de 2007 | Omán        | 1 - 0 | Pakistán | Rah Ahan Stadium, Terán, Irán                                     |                                                                   |
|                        | Hussain 40' | [http://www.the-afc.com/uploads/Documents/competitions/fixtures/2550.pdf (enlace roto disponible en Internet Archive; véase el historial, la primera versión y la última). Reporte] |          | Asistencia: 100 espectadores Árbitro(s): Khalaf Mohammad Allabany | Asistencia: 100 espectadores Árbitro(s): Khalaf Mohammad Allabany |

| 9 de noviembre de 2007 | India     | 0 - 1 | Baréin               | Paas Stadium, Terán, Irán                                   |                                                             |
|                        | Jibon 84' | [http://www.the-afc.com/uploads/Documents/competitions/fixtures/2549.pdf (enlace roto disponible en Internet Archive; véase el historial, la primera versión y la última). Reporte] | Mohamed 90+3' (pen.) | Asistencia: 100 espectadores Árbitro(s): Sabah Kasim Khalaf | Asistencia: 100 espectadores Árbitro(s): Sabah Kasim Khalaf |

| 9 de noviembre de 2007 | Líbano | 0 - 1 | Irán           | Rah Ahan Stadium, Terán Irán                                 |                                                              |
|                        |        | [http://www.the-afc.com/uploads/Documents/competitions/fixtures/2551.pdf (enlace roto disponible en Internet Archive; véase el historial, la primera versión y la última). Reporte] | I. Moosavi 83' | Asistencia: 200 espectadores Árbitro(s): Ali A. A. al-Mutlaq | Asistencia: 200 espectadores Árbitro(s): Ali A. A. al-Mutlaq |

| 11 de noviembre de 2007 | Pakistán | 0 - 5 | India                                                         | Rah Ahan Stadium, Terán, Irán                             |                                                           |
|                         |          | [http://www.the-afc.com/uploads/Documents/competitions/fixtures/2554.pdf (enlace roto disponible en Internet Archive; véase el historial, la primera versión y la última). Reporte] | Kisku 5' (pen.) 82' (pen.) · Sabeet 15' · Thoi 19' · Dawn 88' | Asistencia: 50 espectadores Árbitro(s): Mukhtar Al Yarimi | Asistencia: 50 espectadores Árbitro(s): Mukhtar Al Yarimi |

| 11 de noviembre de 2007 | Líbano                       | 2 - 0 | Baréin | Paas Stadium, Terán, Irán                           |                                                     |
|                         | M. Haidar 12' · A. Bazzi 78' | [http://www.the-afc.com/uploads/Documents/competitions/fixtures/2552.pdf (enlace roto disponible en Internet Archive; véase el historial, la primera versión y la última). Reporte] |        | Asistencia: 25 espectadores Árbitro(s): Vo Minh Tri | Asistencia: 25 espectadores Árbitro(s): Vo Minh Tri |

| 11 de noviembre de 2007 | Irán | 0 - 0 | Omán | Rah Ahan Stadium, Terán, Irán                                |                                                              |
|                         |      | [http://www.the-afc.com/uploads/Documents/competitions/fixtures/2553.pdf (enlace roto disponible en Internet Archive; véase el historial, la primera versión y la última). Reporte] |      | Asistencia: 200 espectadores Árbitro(s): Ali A. A. al-Mutlaq | Asistencia: 200 espectadores Árbitro(s): Ali A. A. al-Mutlaq |

| 14 de noviembre de 2007 | Pakistán | 0 - 3 | Líbano                                         | Rah Ahan Stadium, Terán, Irán                              |                                                            |
|                         |          | [http://www.the-afc.com/uploads/Documents/competitions/fixtures/2556.pdf (enlace roto disponible en Internet Archive; véase el historial, la primera versión y la última). Reporte] | A. Bazzi 63' · Mehdi 64' (a.g.) · A. Zreik 85' | Asistencia: 10 espectadores Árbitro(s): Sabah Kasim Khalaf | Asistencia: 10 espectadores Árbitro(s): Sabah Kasim Khalaf |

| 14 de noviembre de 2007 | Omán        | 1 - 1 | India      | Paas Stadium, Terán, Irán                           |                                                     |
|                         | Hussain 39' | [http://www.the-afc.com/uploads/Documents/competitions/fixtures/2555.pdf (enlace roto disponible en Internet Archive; véase el historial, la primera versión y la última). Reporte] | Subodh 57' | Asistencia: 50 espectadores Árbitro(s): Vo Minh Tri | Asistencia: 50 espectadores Árbitro(s): Vo Minh Tri |

| 14 de noviembre de 2007 | Baréin               | 0 - 4 | Irán                                                                        | Rah Ahan Stadium, Terán, Irán                        |                                                      |
|                         | Mohamed al-Alawi 57' | [http://www.the-afc.com/uploads/Documents/competitions/fixtures/2557.pdf (enlace roto disponible en Internet Archive; véase el historial, la primera versión y la última). Reporte] | J. Alimohammadi 45+1' · B. Rahmani 71' · S. Aghazamani 80' · I. Mossavi 88' | Asistencia: 400 espectadores Árbitro(s): Kadhum Auda | Asistencia: 400 espectadores Árbitro(s): Kadhum Auda |

| 17 de noviembre de 2007 | Pakistán        | 0 - 0 | Baréin | Rah Ahan Stadium, Terán, Irán                            |                                                          |
|                         | M. Haroon 90+2' | [http://www.the-afc.com/uploads/Documents/competitions/fixtures/2559.pdf (enlace roto disponible en Internet Archive; véase el historial, la primera versión y la última). Reporte] |        | Asistencia: 0 espectadores Árbitro(s): Mukhtar Al Yarimi | Asistencia: 0 espectadores Árbitro(s): Mukhtar Al Yarimi |

| 17 de noviembre de 2007 | Líbano                         | 2 - 1 | Omán                      | Paas Stadium, Terán, Irán                                   |                                                             |
|                         | A. Zreik 43' · H. Alaoueih 64' | [http://www.the-afc.com/uploads/Documents/competitions/fixtures/2560.pdf (enlace roto disponible en Internet Archive; véase el historial, la primera versión y la última). Reporte] | Qasim 57' · Hussain 90+2' | Asistencia: 50 espectadores Árbitro(s): Ali A. A. al-Mutlaq | Asistencia: 50 espectadores Árbitro(s): Ali A. A. al-Mutlaq |

| 17 de noviembre de 2007 | Irán                | 1 - 0 | India | Rah Ahan Stadium, Terán, Irán                        |                                                      |
|                         | J. Alimohammadi 40' | [http://www.the-afc.com/uploads/Documents/competitions/fixtures/2558.pdf (enlace roto disponible en Internet Archive; véase el historial, la primera versión y la última). Reporte] |       | Asistencia: 300 espectadores Árbitro(s): Kadhum Auda | Asistencia: 300 espectadores Árbitro(s): Kadhum Auda |

## Grupo C
| País         | Pts                | J                  | G                  | E                  | P                  | GF                 | GC                 | GD                 |
| ------------ | ------------------ | ------------------ | ------------------ | ------------------ | ------------------ | ------------------ | ------------------ | ------------------ |
| Siria        | 10                 | 4                  | 3                  | 1                  | 0                  | 18                 | 1                  | +17                |
| Tayikistán   | 10                 | 4                  | 3                  | 1                  | 0                  | 17                 | 1                  | +16                |
| Catar        | 6                  | 4                  | 2                  | 0                  | 2                  | 14                 | 5                  | +9                 |
| Turkmenistán | 3                  | 4                  | 1                  | 0                  | 3                  | 9                  | 8                  | +1                 |
| Bután        | 0                  | 4                  | 0                  | 0                  | 4                  | 0                  | 43                 | -43                |
| Kirguistán   | Abandonó el torneo | Abandonó el torneo | Abandonó el torneo | Abandonó el torneo | Abandonó el torneo | Abandonó el torneo | Abandonó el torneo | Abandonó el torneo |

| 6 de noviembre de 2007 | Tayikistán                                      | 4 - 0 | Turkmenistán | Grand Hamad Stadium, Doha, Qatar                              |                                                               |
|                        | Saidov 22' · Fuzaylov 50' 65' · Tukhtasunov 72' | [http://www.the-afc.com/uploads/Documents/competitions/fixtures/2531.pdf (enlace roto disponible en Internet Archive; véase el historial, la primera versión y la última). Reporte] |              | Asistencia: 100 espectadores Árbitro(s): Ala Abdul Kadir Nema | Asistencia: 100 espectadores Árbitro(s): Ala Abdul Kadir Nema |

| 6 de noviembre de 2007 | Siria        | 1 - 0 | Catar | Grand Hamad Stadium, Doha, Qatar                                         |                                                                          |
|                        | M. Abadi 34' | [http://www.the-afc.com/uploads/Documents/competitions/fixtures/2532.pdf (enlace roto disponible en Internet Archive; véase el historial, la primera versión y la última). Reporte] |       | Asistencia: 1000 espectadores Árbitro(s): Fareed Ali Mohamed al-Marzouqi | Asistencia: 1000 espectadores Árbitro(s): Fareed Ali Mohamed al-Marzouqi |

| 8 de noviembre de 2007 | Tayikistán   | 1 - 1 | Siria        | Grand Hamad Stadium, Doha, Catar                        |                                                         |
|                        | Davronov 67' | [http://www.the-afc.com/uploads/Documents/competitions/fixtures/2533.pdf (enlace roto disponible en Internet Archive; véase el historial, la primera versión y la última). Reporte] | M. Abadi 36' | Asistencia: 500 espectadores Árbitro(s): Subrata Sarkar | Asistencia: 500 espectadores Árbitro(s): Subrata Sarkar |

| 8 de noviembre de 2007 | Catar | 13 - 0 | Bután | Grand Hamad Stadium, Doha, Qatar                     |                                                      |
|                        | Ahmed 9' 62' · Nasser 10' · Hassan 30' 40' 58' 90+1' · Abdelaziz 63' · Ziad 54' · M. Harees 65' · Yousuf al-Muazin 70' 79' 85' | [http://www.the-afc.com/uploads/Documents/competitions/fixtures/2534.pdf (enlace roto disponible en Internet Archive; véase el historial, la primera versión y la última). Reporte] |       | Asistencia: 300 espectadores Árbitro(s): Talaat Najm | Asistencia: 300 espectadores Árbitro(s): Talaat Najm |

| 10 de noviembre de 2007 | Turkmenistán                                       | 0 - 3 | Siria | Grand Hamad Stadium, Doha, Catar                                        |                                                                         |
|                         | A. al-Mjrmsh 25' · M. Jaafar 70' · S. Solaiman 87' | [http://www.the-afc.com/uploads/Documents/competitions/fixtures/2561.pdf (enlace roto disponible en Internet Archive; véase el historial, la primera versión y la última). Reporte] |       | Asistencia: 300 espectadores Árbitro(s): Fareed Ali Mohamed al-Marzouqi | Asistencia: 300 espectadores Árbitro(s): Fareed Ali Mohamed al-Marzouqi |

| 10 de noviembre de 2007 | Bután | 0 - 8 | Tayikistán                                                                             | Grand Hamad Stadium, Doha, Catar                              |                                                               |
|                         |       | [http://www.the-afc.com/uploads/Documents/competitions/fixtures/2562.pdf (enlace roto disponible en Internet Archive; véase el historial, la primera versión y la última). Reporte] | Saidov 7' 9' · Vasiev 13' · Tokhirov 42' 56' 72' 90+2' · Shohzukhurov 44' · Zoirov 87' | Asistencia: 100 espectadores Árbitro(s): Ala Abdul Kadir Nema | Asistencia: 100 espectadores Árbitro(s): Ala Abdul Kadir Nema |

| 12 de noviembre de 2007 | Catar | 0 - 4 | Tayikistán                                    | Grand Hamad Stadium, Doha, Catar                     |                                                      |
|                         |       | [http://www.the-afc.com/uploads/Documents/competitions/fixtures/2563.pdf (enlace roto disponible en Internet Archive; véase el historial, la primera versión y la última). Reporte] | Shohzukhurov 5' 73' · Saidov 14' · Vasiev 63' | Asistencia: 100 espectadores Árbitro(s): Talaat Najm | Asistencia: 100 espectadores Árbitro(s): Talaat Najm |

| 12 de noviembre de 2007 | Bután | 0 - 9 | Turkmenistán                                                                           | Grand Hamad Stadium, Doha, Qatar                       |                                                        |
|                         |       | [http://www.the-afc.com/uploads/Documents/competitions/fixtures/2564.pdf (enlace roto disponible en Internet Archive; véase el historial, la primera versión y la última). Reporte] | Renat 2' · Arabov 7' 54' 59' 63' · Agajan 13' · Amanov 38' · Begench 71' · Boliyan 90' | Asistencia: 50 espectadores Árbitro(s): Subrata Sarkar | Asistencia: 50 espectadores Árbitro(s): Subrata Sarkar |

| 14 de noviembre de 2007 | Bután       | 0 - 13 | Siria | Grand Hamad Stadium, Doha, Catar                              |                                                               |
|                         | Jigme 90+1' | [http://www.the-afc.com/uploads/Documents/competitions/fixtures/2565.pdf (enlace roto disponible en Internet Archive; véase el historial, la primera versión y la última). Reporte] | M. Abadi 3' 11' 24' 26' · M. Jaafar 14' · T. Haj Mohamad 18' 50' 74' · A. Tit 21' 29' · S. Solaiman 27' 53' · A. Hasan 66' | Asistencia: 400 espectadores Árbitro(s): Ala Abdul Kadir Nema | Asistencia: 400 espectadores Árbitro(s): Ala Abdul Kadir Nema |

| 14 de noviembre de 2007 | Turkmenistán | 0 - 1 | Catar      | Grand Hamad Stadium, Doha, Catar                                       |                                                                        |
|                         |              | [http://www.the-afc.com/uploads/Documents/competitions/fixtures/2566.pdf (enlace roto disponible en Internet Archive; véase el historial, la primera versión y la última). Reporte] | Yousuf 11' | Asistencia: 50 espectadores Árbitro(s): Fareed Ali Mohamed al-Marzouqi | Asistencia: 50 espectadores Árbitro(s): Fareed Ali Mohamed al-Marzouqi |

## Grupo D
| País       | Pts           | J             | G             | E             | P             | GF            | GC            | GD            |
| ---------- | ------------- | ------------- | ------------- | ------------- | ------------- | ------------- | ------------- | ------------- |
| Uzbekistán | 9             | 3             | 3             | 0             | 0             | 5             | 1             | +4            |
| Yemen      | 4             | 3             | 1             | 1             | 1             | 3             | 1             | +2            |
| Jordania   | 4             | 3             | 1             | 1             | 1             | 3             | 3             | 0             |
| Nepal      | 0             | 3             | 0             | 0             | 3             | 0             | 6             | -6            |
| Palestina  | Descalificado | Descalificado | Descalificado | Descalificado | Descalificado | Descalificado | Descalificado | Descalificado |
| Afganistán | Descalificado | Descalificado | Descalificado | Descalificado | Descalificado | Descalificado | Descalificado | Descalificado |

| 6 de noviembre de 2007 | Jordania                                | 2 - 0 | Nepal | Lokomotiv Stadium, Tashkent, Uzbekistán                 |                                                         |
|                        | A. Abuhwati 2' (pen.) · M. Shishani 51' | [http://www.the-afc.com/uploads/Documents/competitions/fixtures/2600.pdf (enlace roto disponible en Internet Archive; véase el historial, la primera versión y la última). Reporte] |       | Asistencia: 1000 espectadores Árbitro(s): Rustam Kholov | Asistencia: 1000 espectadores Árbitro(s): Rustam Kholov |

| 6 de noviembre de 2007 | Uzbekistán                | 1 - 0 | Yemen | Lokomotiv Stadium, Tashkent, Uzbekistán                                 |                                                                         |
|                        | Mirzaev 77' · Karimov 88' | [http://www.the-afc.com/uploads/Documents/competitions/fixtures/2601.pdf (enlace roto disponible en Internet Archive; véase el historial, la primera versión y la última). Reporte] |       | Asistencia: 2000 espectadores Árbitro(s): Mahmood Mohd Juma al-Ghatrifi | Asistencia: 2000 espectadores Árbitro(s): Mahmood Mohd Juma al-Ghatrifi |

| 8 de noviembre de 2007 | Nepal | 0 - 3 | Yemen                                         | Lokomotiv Stadium, Tashkent, Uzbekistán                     |                                                             |
|                        |       | [http://www.the-afc.com/uploads/Documents/competitions/fixtures/2572.pdf (enlace roto disponible en Internet Archive; véase el historial, la primera versión y la última). Reporte] | Al-Anbari 65' · Al-Blay 66' · H. Al-Ghazi 76' | Asistencia: 700 espectadores Árbitro(s): Emil Busurmankulov | Asistencia: 700 espectadores Árbitro(s): Emil Busurmankulov |

| 8 de noviembre de 2007 | Jordania       | 1 - 3 | Uzbekistán                     | Lokomotiv Stadium, Tashkent, Uzbekistán                       |                                                               |
|                        | Y. Rawshdeh 8' | [http://www.the-afc.com/uploads/Documents/competitions/fixtures/2535.pdf (enlace roto disponible en Internet Archive; véase el historial, la primera versión y la última). Reporte] | Azizov 11' 41' · Shikhov 90+3' | Asistencia: 2500 espectadores Árbitro(s): Kadyrbek Chynybekov | Asistencia: 2500 espectadores Árbitro(s): Kadyrbek Chynybekov |

| 10 de noviembre de 2007 | Yemen | 0 - 0 | Jordania | Lokomotiv Stadium, Tashkent, Uzbekistán                                |                                                                        |
|                         |       | [http://www.the-afc.com/uploads/Documents/competitions/fixtures/2569.pdf (enlace roto disponible en Internet Archive; véase el historial, la primera versión y la última). Reporte] |          | Asistencia: 700 espectadores Árbitro(s): Mahmood Mohd Juma al-Ghatrifi | Asistencia: 700 espectadores Árbitro(s): Mahmood Mohd Juma al-Ghatrifi |

| 10 de noviembre de 2007 | Nepal | 0 - 1 | Uzbekistán | Lokomotiv Stadium, Tashkent, Uzbekistán                 |                                                         |
|                         |       | [http://www.the-afc.com/uploads/Documents/competitions/fixtures/2568.pdf (enlace roto disponible en Internet Archive; véase el historial, la primera versión y la última). Reporte] | Turaev 21' | Asistencia: 2000 espectadores Árbitro(s): Rustam Kholov | Asistencia: 2000 espectadores Árbitro(s): Rustam Kholov |

## Grupo E
| País         | Pts | J | G | E | P | GF | GC | GD  |
| ------------ | --- | - | - | - | - | -- | -- | --- |
| Japón        | 15  | 5 | 5 | 0 | 0 | 20 | 3  | +17 |
| Tailandia    | 12  | 5 | 4 | 0 | 1 | 12 | 3  | +9  |
| Laos         | 5   | 5 | 1 | 2 | 2 | 8  | 15 | -7  |
| Maldivas     | 3   | 5 | 0 | 3 | 2 | 3  | 7  | -4  |
| Myanmar      | 3   | 5 | 0 | 3 | 2 | 4  | 13 | -9  |
| China Taipéi | 2   | 5 | 0 | 2 | 3 | 5  | 11 | -6  |

| 6 de noviembre de 2007 | Japón                                       | 3 - 1 | China Taipéi    | Supachalasai National Stadium, Bangkok, Tailandia       |                                                         |
|                        | Mizunuma 51' · Shiratani 76' · Yamazaki 83' | [http://www.the-afc.com/uploads/Documents/competitions/fixtures/2537.pdf (enlace roto disponible en Internet Archive; véase el historial, la primera versión y la última). Reporte] | C.W. Chiang 33' | Asistencia: 200 espectadores Árbitro(s): Rosdi Shaharul | Asistencia: 200 espectadores Árbitro(s): Rosdi Shaharul |

| 6 de noviembre de 2007 | Tailandia                                              | 3 - 0 | Maldivas | Supachalasai National Stadium, Bangkok, Tailandia   |                                                     |
|                        | W. Jarernsri 14' · A. Srichaloung 36' · C. Boodhad 77' | [http://www.the-afc.com/uploads/Documents/competitions/fixtures/2538.pdf (enlace roto disponible en Internet Archive; véase el historial, la primera versión y la última). Reporte] |          | Asistencia: 1000 espectadores Árbitro(s): Wan Daxue | Asistencia: 1000 espectadores Árbitro(s): Wan Daxue |

| 8 de noviembre de 2007 | Laos                                    | 3 - 3 | Myanmar                                     | Supachalasai National Stadium, Bangkok, Tailandia |                                                  |
|                        | S. Kanlaya 28' 61' · S. Souliyavong 39' | [http://www.the-afc.com/uploads/Documents/competitions/fixtures/2539.pdf (enlace roto disponible en Internet Archive; véase el historial, la primera versión y la última). Reporte] | Win Thu 12' · K.K. Khine 36' · A.K. Myo 37' | Asistencia: 200 espectadores Árbitro(s): Tan Hai  | Asistencia: 200 espectadores Árbitro(s): Tan Hai |

| 8 de noviembre de 2007 | Maldivas | 0 - 1 | Japón           | Supachalasai National Stadium, Bangkok, Tailandia       |                                                         |
|                        |          | [http://www.the-afc.com/uploads/Documents/competitions/fixtures/2540.pdf (enlace roto disponible en Internet Archive; véase el historial, la primera versión y la última). Reporte] | Higa 44' (pen.) | Asistencia: 300 espectadores Árbitro(s): Duong Hien Van | Asistencia: 300 espectadores Árbitro(s): Duong Hien Van |

| 10 de noviembre de 2007 | Tailandia                                          | 3 - 0 | Laos | Supachalasai National Stadium, Bangkok, Tailandia                  |                                                                    |
|                         | Y. Namueangrak 7' (pen.) · S. Ramkularbsuk 68' 75' | [http://www.the-afc.com/uploads/Documents/competitions/fixtures/2573.pdf (enlace roto disponible en Internet Archive; véase el historial, la primera versión y la última). Reporte] |      | Asistencia: 1500 espectadores Árbitro(s): Tayeb Hasan Shamsuzzaman | Asistencia: 1500 espectadores Árbitro(s): Tayeb Hasan Shamsuzzaman |

| 10 de noviembre de 2007 | Myanmar | 0 - 0 | China Taipéi | Supachalasai National Stadium, Bangkok, Tailandia       |                                                         |
|                         |         | [http://www.the-afc.com/uploads/Documents/competitions/fixtures/2574.pdf (enlace roto disponible en Internet Archive; véase el historial, la primera versión y la última). Reporte] |              | Asistencia: 150 espectadores Árbitro(s): Rosdi Shaharul | Asistencia: 150 espectadores Árbitro(s): Rosdi Shaharul |

| 12 de noviembre de 2007 | Maldivas                        | 2 - 2 | Laos                                        | Supachalasai National Stadium, Bangkok, Tailandia |                                                  |
|                         | Abdulla 44' (pen.) · Jilwaz 69' |       | T. Soubandit 20' (pen.) · P. Chanhpadit 51' | Asistencia: 150 espectadores Árbitro(s): Tan Hai  | Asistencia: 150 espectadores Árbitro(s): Tan Hai |

| 12 de noviembre de 2007 | Japón                                                                                      | 8 - 0 | Myanmar | Supachalasai National Stadium, Bangkok, Tailandia                 |                                                                   |
|                         | Higa 8' · Suzuki 15' 90+1' · Nagai 16' · Shiratani 49' · Yamazaki 73' 76' · Kakitani 90+4' | [http://www.the-afc.com/uploads/Documents/competitions/fixtures/2576.pdf (enlace roto disponible en Internet Archive; véase el historial, la primera versión y la última). Reporte] |         | Asistencia: 200 espectadores Árbitro(s): Tayeb Hasan Shamsuzzaman | Asistencia: 200 espectadores Árbitro(s): Tayeb Hasan Shamsuzzaman |

| 14 de noviembre de 2007 | China Taipéi    | 0 - 3 | Tailandia                                                     | Supachalasai National Stadium, Bangkok, Tailandia       |                                                         |
|                         | C.H. Chen 90+2' | [http://www.the-afc.com/uploads/Documents/competitions/fixtures/2577.pdf (enlace roto disponible en Internet Archive; véase el historial, la primera versión y la última). Reporte] | S. Phomphinit 40' · A. Srichaloung 84' · C. Kaewsooktae 90+3' | Asistencia: 500 espectadores Árbitro(s): Duong Hien Van | Asistencia: 500 espectadores Árbitro(s): Duong Hien Van |

| 14 de noviembre de 2007 | Laos | 0 - 5 | Japón                                                                     | Supachalasai National Stadium, Bangkok, Tailandia  |                                                    |
|                         |      | [http://www.the-afc.com/uploads/Documents/competitions/fixtures/2578.pdf (enlace roto disponible en Internet Archive; véase el historial, la primera versión y la última). Reporte] | Suzaki 19' · Kakitani 34' · Yamazaki 83' · Yamamoto 89' · Shiratani 90+1' | Asistencia: 250 espectadores Árbitro(s): Wan Daxue | Asistencia: 250 espectadores Árbitro(s): Wan Daxue |

| 16 de noviembre de 2007 | Myanmar | 0 - 1 | Tailandia            | Royal Thai Army Stadium, Bangkok, Tailandia      |                                                  |
|                         |         | [http://www.the-afc.com/uploads/Documents/competitions/fixtures/2579.pdf (enlace roto disponible en Internet Archive; véase el historial, la primera versión y la última). Reporte] | Y. Namueangrak 90+2' | Asistencia: 500 espectadores Árbitro(s): Tan Hai | Asistencia: 500 espectadores Árbitro(s): Tan Hai |

| 16 de noviembre de 2007 | China Taipéi  | 1 - 1 | Maldivas   | Royal Thai Army Stadium, Bangkok, Tailandia                       |                                                                   |
|                         | I.H. Chiu 15' | [http://www.the-afc.com/uploads/Documents/competitions/fixtures/2580.pdf (enlace roto disponible en Internet Archive; véase el historial, la primera versión y la última). Reporte] | Nashid 84' | Asistencia: 200 espectadores Árbitro(s): Tayeb Hasan Shamsuzzaman | Asistencia: 200 espectadores Árbitro(s): Tayeb Hasan Shamsuzzaman |

| 18 de noviembre de 2007 | Tailandia                      | 2 - 3 | Japón                                   | THAI JAPANESE STADIUM, Bangkok, Tailandia          |                                                    |
|                         | Jaroensuk 10' · Thaweekarn 14' |       | Kanai 39' · Suzuki 63' · Yamazaki 90+3' | Asistencia: 250 espectadores Árbitro(s): Wan Daxue | Asistencia: 250 espectadores Árbitro(s): Wan Daxue |

| 18 de noviembre de 2007 | China Taipéi               | 2 - 3 | Laos                                  | Royal Thai Army Stadium, Bangkok, Tailandia             |                                                         |
|                         | I.H. Chiu 46' · Y. Hsu 89' | [http://www.the-afc.com/uploads/Documents/competitions/fixtures/2582.pdf (enlace roto disponible en Internet Archive; véase el historial, la primera versión y la última). Reporte] | M. Sompong 28' · S. Phatthana 50' 59' | Asistencia: 100 espectadores Árbitro(s): Rosdi Shaharul | Asistencia: 100 espectadores Árbitro(s): Rosdi Shaharul |

| 18 de noviembre de 2007 | Maldivas | 0 - 0 | Myanmar | Royal Thai Army Stadium, Bangkok, Tailandia      |                                                  |
|                         |          | [http://www.the-afc.com/uploads/Documents/competitions/fixtures/2583.pdf (enlace roto disponible en Internet Archive; véase el historial, la primera versión y la última). Reporte] |         | Asistencia: 100 espectadores Árbitro(s): Tan Hai | Asistencia: 100 espectadores Árbitro(s): Tan Hai |

## Grupo F
| País            | Pts           | J             | G             | E             | P             | GF            | GC            | GD            |
| --------------- | ------------- | ------------- | ------------- | ------------- | ------------- | ------------- | ------------- | ------------- |
| Corea del Norte | 12            | 4             | 4             | 0             | 0             | 14            | 2             | +12           |
| China           | 9             | 4             | 3             | 0             | 1             | 18            | 2             | +16           |
| Malasia         | 4             | 4             | 1             | 1             | 2             | 5             | 4             | +1            |
| Singapur        | 4             | 4             | 1             | 1             | 2             | 6             | 10            | -4            |
| Macao           | 0             | 4             | 0             | 0             | 4             | 0             | 25            | -25           |
| Timor Oriental  | Descalificado | Descalificado | Descalificado | Descalificado | Descalificado | Descalificado | Descalificado | Descalificado |

| 6 de noviembre de 2007 | China                                                                                       | 7 - 1 | Singapur   | Liuzhou Sports Centre Stadium, Liuzhou, China              |                                                            |
|                        | Y. Tan 9' · Ch.D. Zhang 19' · L. Wang 45+1' · L. Zhao 70', 87' · Y. Wang 71' · Y. Zhang 88' | [http://www.the-afc.com/uploads/Documents/competitions/fixtures/2541.pdf (enlace roto disponible en Internet Archive; véase el historial, la primera versión y la última). Reporte] | Fabian 39' | Asistencia: 12,000 espectadores Árbitro(s): Satop Tongkhan | Asistencia: 12,000 espectadores Árbitro(s): Satop Tongkhan |

| 6 de noviembre de 2007 | Malasia                                    | 4 - 0 | Macao | Liuzhou Sports Centre Stadium, Liuzhou, China          |                                                        |
|                        | Fakri 21' 39' · Syazwan 47' · Thamil 90+1' | [http://www.the-afc.com/uploads/Documents/competitions/fixtures/2542.pdf (enlace roto disponible en Internet Archive; véase el historial, la primera versión y la última). Reporte] |       | Asistencia: 5000 espectadores Árbitro(s): Sgt. Win Cho | Asistencia: 5000 espectadores Árbitro(s): Sgt. Win Cho |

| 8 de noviembre de 2007 | Singapur  | 1 - 3 | Corea del Norte                                    | Liuzhou Sports Centre Stadium, Liuzhou, China        |                                                      |
|                        | Haniff 8' | [http://www.the-afc.com/uploads/Documents/competitions/fixtures/2543.pdf (enlace roto disponible en Internet Archive; véase el historial, la primera versión y la última). Reporte] | A. Il-Bom 38' · M. Cha-Hyon 56' · R. Myong-Jun 72' | Asistencia: 2000 espectadores Árbitro(s): Ali Saleem | Asistencia: 2000 espectadores Árbitro(s): Ali Saleem |

| 8 de noviembre de 2007 | China     | 1 - 0 | Malasia | Liuzhou Sports Centre Stadium, Liuzhou, China              |                                                            |
|                        | Y. Yu 12' | [http://www.the-afc.com/uploads/Documents/competitions/fixtures/2544.pdf (enlace roto disponible en Internet Archive; véase el historial, la primera versión y la última). Reporte] |         | Asistencia: 4700 espectadores Árbitro(s): Ram Krishna Gosh | Asistencia: 4700 espectadores Árbitro(s): Ram Krishna Gosh |

| 10 de noviembre de 2007 | Corea del Norte                                                                                                | 7 - 0 | Macao | Liuzhou Sports Centre Stadium, Liuzhou, China         |                                                       |
|                         | M. Cha-Hyon 27' · R. Myong-Jun 32' 36' · A. Il-Bom 41' · R. Jin-Hyok 70' · K. Kyong-Gwang 79' · O Jin-Hyok 83' | [http://www.the-afc.com/uploads/Documents/competitions/fixtures/2584.pdf (enlace roto disponible en Internet Archive; véase el historial, la primera versión y la última). Reporte] |       | Asistencia: 400 espectadores Árbitro(s): Sgt. Win Cho | Asistencia: 400 espectadores Árbitro(s): Sgt. Win Cho |

| 10 de noviembre de 2007 | Singapur | 0 - 0 | Malasia | Liuzhou Sports Centre Stadium, Liuzhou, China           |                                                         |
|                         |          | [http://www.the-afc.com/uploads/Documents/competitions/fixtures/2585.pdf (enlace roto disponible en Internet Archive; véase el historial, la primera versión y la última). Reporte] |         | Asistencia: 400 espectadores Árbitro(s): Satop Tongkhan | Asistencia: 400 espectadores Árbitro(s): Satop Tongkhan |

| 12 de noviembre de 2007 | Malasia       | 1 - 3 | Corea del Norte                                    | Liuzhou Sports Centre Stadium, Liuzhou, China       |                                                     |
|                         | Bashahrul 10' | [http://www.the-afc.com/uploads/Documents/competitions/fixtures/2586.pdf (enlace roto disponible en Internet Archive; véase el historial, la primera versión y la última). Reporte] | A. Il-Bom 7' · R. Sang-Chol 35' · R. Myong-Jun 55' | Asistencia: 300 espectadores Árbitro(s): Ali Saleem | Asistencia: 300 espectadores Árbitro(s): Ali Saleem |

| 12 de noviembre de 2008 | Macao | 0 - 10 | China                                                                                | Liuzhou Sports Centre Stadium, Liuzhou, China             |                                                           |
|                         |       | [http://www.the-afc.com/uploads/Documents/competitions/fixtures/2587.pdf (enlace roto disponible en Internet Archive; véase el historial, la primera versión y la última). Reporte] | D. Gao 4' 11' 14' 66' 90+2' · Y. Tan 15' 18' · X. Wu 29' · Y. Yu 30' · Zh.Ch. Li 71' | Asistencia: 700 espectadores Árbitro(s): Ram Krishna Gosh | Asistencia: 700 espectadores Árbitro(s): Ram Krishna Gosh |

| 14 de noviembre de 2007 | China | 0 - 1 | Corea del Norte | Liuzhou Sports Centre Stadium, Liuzhou, China                |                                                              |
|                         |       | [http://www.the-afc.com/uploads/Documents/competitions/fixtures/2588.pdf (enlace roto disponible en Internet Archive; véase el historial, la primera versión y la última). Reporte] | A. Il-Bom 90+2' | Asistencia: 12,100 espectadores Árbitro(s): Ram Krishna Gosh | Asistencia: 12,100 espectadores Árbitro(s): Ram Krishna Gosh |

| 14 de noviembre de 2007 | Singapur                               | 4 - 0 | Macao | Liuzhou Sports Centre Stadium, Liuzhou, China           |                                                         |
|                         | Fazli 16' 32' · Yasir 26' · Izzdin 53' | [http://www.the-afc.com/uploads/Documents/competitions/fixtures/2589.pdf (enlace roto disponible en Internet Archive; véase el historial, la primera versión y la última). Reporte] |       | Asistencia: 380 espectadores Árbitro(s): Satop Tongkhan | Asistencia: 380 espectadores Árbitro(s): Satop Tongkhan |

## Grupo G
| País          | Pts                | J                  | G                  | E                  | P                  | GF                 | GC                 | GD                 |
| ------------- | ------------------ | ------------------ | ------------------ | ------------------ | ------------------ | ------------------ | ------------------ | ------------------ |
| Corea del Sur | 12                 | 4                  | 4                  | 0                  | 0                  | 39                 | 1                  | +38                |
| Australia     | 9                  | 4                  | 3                  | 0                  | 1                  | 19                 | 4                  | +15                |
| Indonesia     | 6                  | 4                  | 2                  | 0                  | 2                  | 14                 | 5                  | +9                 |
| Vietnam       | 3                  | 4                  | 1                  | 0                  | 3                  | 18                 | 8                  | +10                |
| Guam          | 0                  | 4                  | 0                  | 0                  | 4                  | 0                  | 72                 | -72                |
| Hong Kong     | Abandonó el torneo | Abandonó el torneo | Abandonó el torneo | Abandonó el torneo | Abandonó el torneo | Abandonó el torneo | Abandonó el torneo | Abandonó el torneo |

| 6 de noviembre de 2007 | Corea del Sur | 28 - 0 | Guam | Thanh Long Sports Centre, Ho Chi Minh City, Vietnam       |                                                           |
|                        | Ja-Cheol 3' 21' 53' · Young-Cheol 4' 16' 25' 34' 36' 43' 55' 56' 67' 89' · Seung-Yeoul 7' 33' · Yong-Duk 8' · Dong-Sub 19' 23' 32' 40' 45' 68' 70' · Jeong-Ho 49' 85' · Yong 75' · Jong-Won 78' 86' | [http://www.the-afc.com/uploads/Documents/competitions/fixtures/2545.pdf (enlace roto disponible en Internet Archive; véase el historial, la primera versión y la última). Reporte] |      | Asistencia: 1500 espectadores Árbitro(s): Chaiwat Kunsuta | Asistencia: 1500 espectadores Árbitro(s): Chaiwat Kunsuta |

| 6 de noviembre de 2007 | Australia                   | 2 - 0 | Indonesia | Thanh Long Sports Centre, Ho Chi Minh City, Vietnam     |                                                         |
|                        | D. Mullen 60' · Nichols 80' | [http://www.the-afc.com/uploads/Documents/competitions/fixtures/2546.pdf (enlace roto disponible en Internet Archive; véase el historial, la primera versión y la última). Reporte] |           | Asistencia: 1500 espectadores Árbitro(s): Yang Zhiqiang | Asistencia: 1500 espectadores Árbitro(s): Yang Zhiqiang |

| 8 de noviembre de 2007 | Australia                            | 2 - 0 | Vietnam      | Thanh Long Sports Centre, Ho Chi Minh City, Vietnam     |                                                         |
|                        | Nichols 73' · Elasi 82' · Cernak 86' | [http://www.the-afc.com/uploads/Documents/competitions/fixtures/2547.pdf (enlace roto disponible en Internet Archive; véase el historial, la primera versión y la última). Reporte] | N.V. Nam 80' | Asistencia: 2000 espectadores Árbitro(s): Mahmoud Turki | Asistencia: 2000 espectadores Árbitro(s): Mahmoud Turki |

| 8 de noviembre de 2007 | Indonesia | 0 - 3 | Corea del Sur                                              | Thanh Long Sports Centre, Ho Chi Minh City, Vietnam     |                                                         |
|                        |           | [http://www.the-afc.com/uploads/Documents/competitions/fixtures/2548.pdf (enlace roto disponible en Internet Archive; véase el historial, la primera versión y la última). Reporte] | Mahendra 65' (o.g.) · Seung-Yeoul 88' · Young-Cheoul 90+1' | Asistencia: 2000 espectadores Árbitro(s): Rustam Saidov | Asistencia: 2000 espectadores Árbitro(s): Rustam Saidov |

| 10 de noviembre de 2007 | Indonesia                              | 2 - 0 | Vietnam | Thanh Long Sports Centre, Ho Chi Minh City, Vietnam       |                                                           |
|                         | Harmoko 57' · Mahendra 74' · Riski 88' | [http://www.the-afc.com/uploads/Documents/competitions/fixtures/2590.pdf (enlace roto disponible en Internet Archive; véase el historial, la primera versión y la última). Reporte] |         | Asistencia: 2000 espectadores Árbitro(s): Mohamad Mansour | Asistencia: 2000 espectadores Árbitro(s): Mohamad Mansour |

| 10 de noviembre de 2007 | Guam | 0 - 15 | Australia | Thanh Long Sports Centre, Ho Chi Minh City, Vietnam    |                                                        |
|                         |      | [http://www.the-afc.com/uploads/Documents/competitions/fixtures/2591.pdf (enlace roto disponible en Internet Archive; véase el historial, la primera versión y la última). Reporte] | Nichols 9' 35' 51' · Minniecon 15' 41' · Trifiro 31' 45+1' · Jesic 45+2' · Lujic 55' · Hoffman 60' · Cernak 70' · Ryall 74' 80' · Theodore 85' · De Vere 90+2' | Asistencia: 500 espectadores Árbitro(s): Rustam Saidov | Asistencia: 500 espectadores Árbitro(s): Rustam Saidov |

| 12 de noviembre de 2007 | Guam | 0 - 12 | Indonesia                                                                                          | Thanh Long Sports Centre, Ho Chi Minh City, Vietnam     |                                                         |
|                         |      | [http://www.the-afc.com/uploads/Documents/competitions/fixtures/2592.pdf (enlace roto disponible en Internet Archive; véase el historial, la primera versión y la última). Reporte] | Riski 9' · Egi 45+2' 56' 89' · Ramdani 55' 80' · Lucky 64' 77' · Ricky O. 67' 71' 86' · Hendro 87' | Asistencia: 1000 espectadores Árbitro(s): Yang Zhiqiang | Asistencia: 1000 espectadores Árbitro(s): Yang Zhiqiang |

| 12 de noviembre de 2007 | Vietnam       | 1 - 4 | Corea del Sur                                                   | Thanh Long Sports Centre, Ho Chi Minh City, Vietnam        |                                                            |
|                         | H.V. Binh 27' | [http://www.the-afc.com/uploads/Documents/competitions/fixtures/2593.pdf (enlace roto disponible en Internet Archive; véase el historial, la primera versión y la última). Reporte] | Seung-Yeoul 37' · Jong-Won 45' · Young-Cheol 55' · Bo-Kyung 87' | Asistencia: 1000 espectadores Árbitro(s): Chaiwat Kunsunta | Asistencia: 1000 espectadores Árbitro(s): Chaiwat Kunsunta |

| 14 de noviembre de 2007 | Corea del Sur                                               | 4 - 0 | Australia | Thanh Long Sports Centre, Ho Chi Minh City, Vietnam       |                                                           |
|                         | Bo-Kyung 3' · Dong-Sub 28' · Young-Cheol 40' · Seung-Il 69' | [http://www.the-afc.com/uploads/Documents/competitions/fixtures/2594.pdf (enlace roto disponible en Internet Archive; véase el historial, la primera versión y la última). Reporte] |           | Asistencia: 1000 espectadores Árbitro(s): Mohamad Mansour | Asistencia: 1000 espectadores Árbitro(s): Mohamad Mansour |

| 14 de noviembre de 2007 | Guam | 0 - 17 | Vietnam | Thanh Long Sports Centre, Ho Chi Minh City, Vietnam     |                                                         |
|                         |      | [http://www.the-afc.com/uploads/Documents/competitions/fixtures/2595.pdf (enlace roto disponible en Internet Archive; véase el historial, la primera versión y la última). Reporte] | T.T. Vuong 2' 70' 75' · N.V. Quan 4' 12' 25' · H.D. Ngoc 17' · T.M. Dung 45' · N.D. Hiep 48' 63' 85' 86' 88' · N.T. Hoang 71' 80' 84' 90+1' | Asistencia: 1000 espectadores Árbitro(s): Mahmoud Turki | Asistencia: 1000 espectadores Árbitro(s): Mahmoud Turki |

## Clasificados al Campeonato Juvenil de la AFC
| - Australia - China - Irán - Irak | - Japón - Jordania - Corea del Norte - Corea del Sur | - Líbano - Siria - Tailandia - Tayikistán | - Uzbekistán - Emiratos Árabes Unidos - Yemen - Arabia Saudita (anfitrión) |  |